# Cabo Reinga

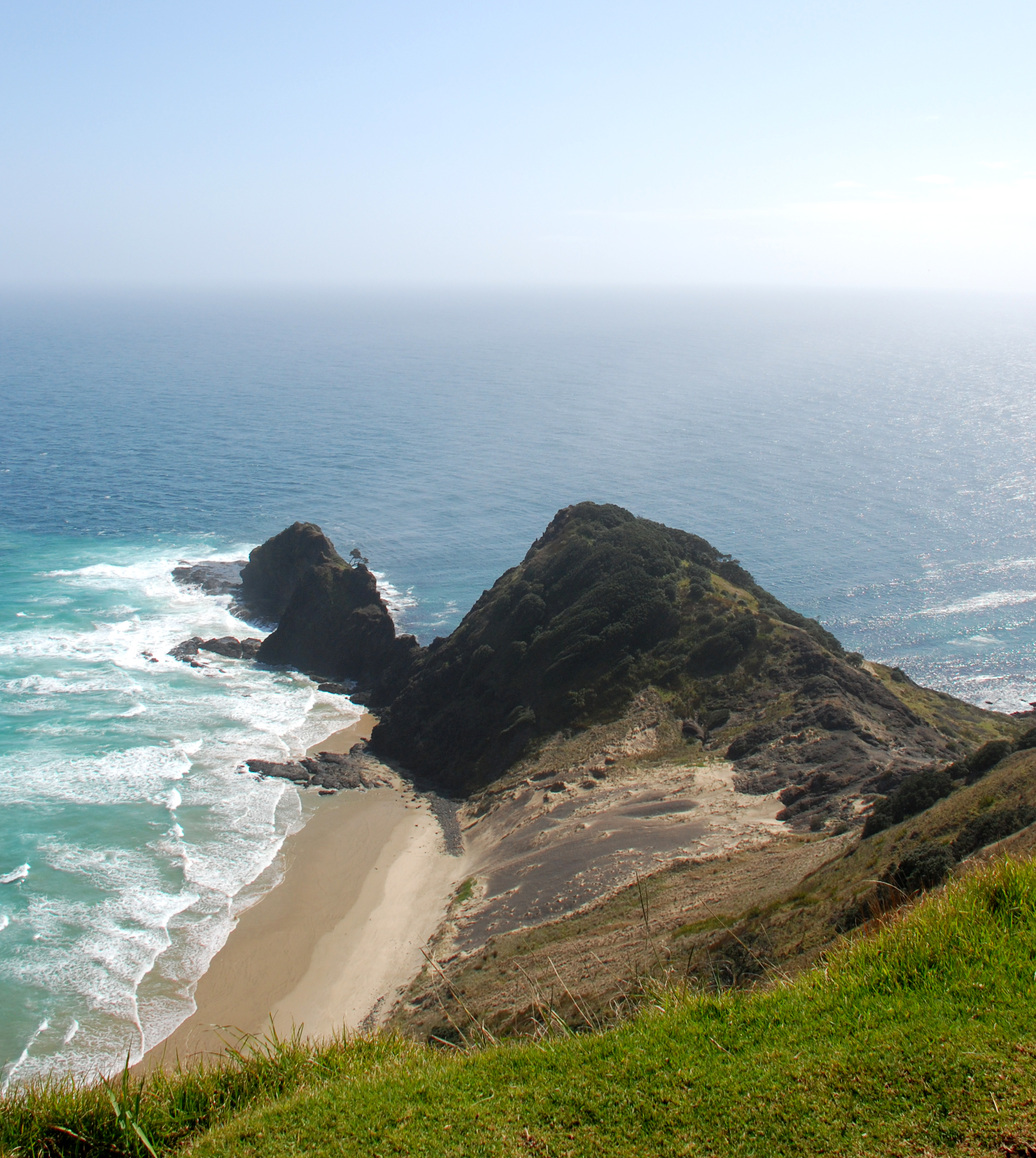
Cabo Reinga, em outubro de 2007.

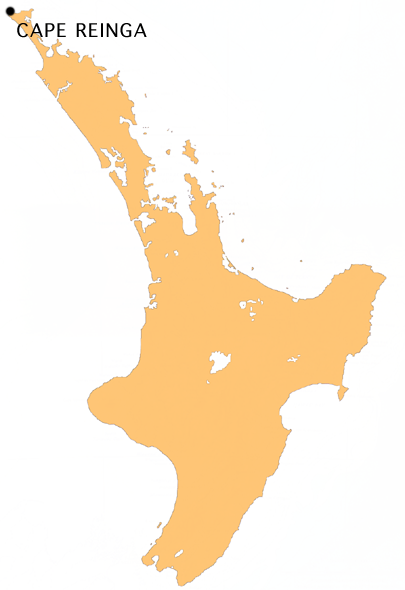
Localização do Cabo Reinga.

O Cabo Reinga (nome oficial: Cape Reinga/Te Rerenga Wairua) é o extremo noroeste da península de Aupouri, no extremo norte da Ilha Norte da Nova Zelândia. O cabo Reinga está a mais de 100 km a norte da mais próxima localidade habitada, a pequena cidade de Kaitaia. A State Highway 1 se estende por todo o caminho para o cabo.